# The Shining
The Shining là một bộ phim kinh dị tâm lý được đạo diễn bởi Stanley Kubrick, kịch bản được viết bởi Diane Johnson cùng với sự tham gia của các diễn viên Jack Nicholson, Shelley Duvall, Danny Lloyd và Scatman Crothers. Phim dựa trên cuốn tiểu thuyết cùng tên của nhà văn Stephen King. Giữa phim và tiểu thuyết có những sự khác nhau đáng kể: trong phim, Jack Torrance là nhà văn và có công việc là trông coi khách sạn Overlook vào mùa đông.
Kinh phí sản xuất The Shining lên đến 19 triệu USD. Bộ phim khởi đầu với doanh thu ảm đạm tại phòng vé, nhưng sau đó vẫn đạt hơn 44 triệu USD sau khi kết thúc công chiếu. Lúc mới ra mắt, bộ phim đã bị các nhà phê bình chê bai dữ dội. Thậm chí, vào năm 1980, The Shining đã bị đề cử giải Mâm xôi vàng dành cho Đạo diễn dở nhất cho Stanley Kubrick và Nữ diễn viên tệ nhất cho Shelley Duvall. Đây cũng là bộ phim duy nhất trong số 9 phim cuối cùng của Kubrick không nhận được bất kỳ đề cử Oscar hay Quả cầu vàng nào. Tuy nhiên, về sau, giới phê bình bắt đầu nhìn nhận bộ phim một cách nghiêm túc hơn, và ở thời điểm hiện tại, The Shinning được xem như là một tác phẩm kinh điển thuộc dòng phim kinh dị. Đạo diễn Martin Scorsese đánh giá The Shining là một trong những bộ phim kinh dị hay nhất mọi thời đại.

## Nội dung
Chú ý: phần nội dung sau đây sẽ cho biết trước cái kết của tác phẩm. Một số tình tiết được tóm tắt lại sẽ mang tính "miêu tả hình ảnh" hơn là "miêu tả tình tiết", cân nhắc trước khi đọc.
Jack Torrance (Jack Nicholson) đến khách sạn Overlook để phỏng vấn cho vị trí người trông coi khách sạn vào mùa đông với ý định tận dụng sự cô quạnh của khách sạn để tập trung cho việc viết lách. Khách sạn tọa lạc trên dãy núi Rocky, cách thị trấn gần nhất 25 dặm, vốn được xây dựng trên nền của một nghĩa địa thổ dân da đỏ và thường đóng cửa từ tháng 10 đến tháng 5 năm sau vì tuyết làm tắc nghẽn giao thông. Giám đốc Stuart Ullman (Barry Nelson) của khách sạn này kể với Jack về Charles Grady - người trông coi khách sạn trước đây đã không chịu nổi sự tù túng bức bối, ngột ngạt nên dần dần biến đổi, hắn đã tàn sát cả gia đình gồm vợ và hai con gái nhỏ bằng cách chặt họ ra từng khúc rồi tự sát. Cùng lúc đó ở Boulder - nơi mà gia đình Jack sinh sống, Danny (Danny Lloyd), con trai của Jack, có một linh cảm đáng sợ về khách sạn này, đó là hình ảnh máu chảy ra từ cửa thang máy của khách sạn. Còn vợ của Jack, Wendy (Shelley Duvall) thì nói với bác sĩ (Anne Jackson) rằng Danny có một người bạn tưởng tượng tên là Tony, và Jack chồng cô với chứng nghiện rượu cũng đã từ bỏ sau một lần làm trật vai Danny do quá say.
Cả gia đình đến khách sạn vào ngày đóng cửa và được mời tham quan một vòng. Bếp trưởng Dick Hallorann (Scatman Crothers) làm Danny bất ngờ khi cho cậu bé ăn kem. Ông giải thích với Danny rằng cậu bé và bà của ông đều có chung khả năng ngoại cảm mà ông gọi là "shining". Danny hỏi rằng liệu có gì đáng sợ trong khách sạn không, đặc biệt là ở Phòng 237. Ông nói với Danny rằng khách sạn vốn có "nhiều lịch sử" đi kèm và không phải tất cả đều tốt và cảnh báo Danny nên tránh xa Phòng 237.
Một tháng trôi qua, chuyện viết lách của Jack chẳng đi tới đâu, Wendy thì vẫn chăm chú vào những công việc của khách sạn, còn Danny thì dạo chơi khắp các hành lang và lối đi của khách sạn bằng xe ba bánh và thi thoảng bắt gặp hồn ma của hai đứa trẻ nhà Grady và những hình ảnh đáng sợ khác. Jack cảm thấy thất vọng và bắt đầu có những biểu hiện lạ, anh trở nên nóng tính và bạo lực. Danny tò mò về Phòng 237 khi vô tình thấy cửa phòng mở. Lúc sau, Wendy tìm thấy Jack đang la hét do gặp ác mộng khi ngủ quên bên cạnh chiếc máy đánh chữ của anh. Sau khi bị đánh thức, Jack kể rằng anh mơ thấy mình đã giết Wendy và Danny. Danny chạy đến với vết bầm trên cổ khiến Wendy buộc tội Jack vì nghĩ rằng Jack đã đánh con. Jack bực bội đi vòng quanh khách sạn và đến Gold Room, gặp hồn ma pha chế tên Lloyd (Joe Turkel). Lloyd đưa cho Jack một ly bourbon trong khi Jack phàn nàn về cuộc hôn nhân của mình. Lát sau Wendy chạy đến và nói với Jack rằng Danny kể với cô có "một người đàn bà điên đang trốn trong phòng 237" cố hãm hại cậu bé. Jack kiểm tra Phòng 237 và bắt gặp một hồn ma nữ nhưng lại không kể cho Wendy biết anh đã thấy gì. Wendy và Jack cãi nhau về việc có nên đưa Danny tránh xa khách sạn không thì Jack bực tức bỏ về Gold Room, lúc này đầy ắp những hồn ma đang tán gẫu. Anh gặp hồn ma Grady (Philip Stone) và bị cám dỗ rằng Jack nên "chuẩn mực lại" vợ và con của anh và rằng Danny đang dùng bản năng của mình để chống đối Jack nhằm đưa Hallorann về làm quản gia của khách sạn. Jack quyết tâm hành động theo chỉ dẫn của Grady. Cùng lúc đó tại Florida, Hallorann cảm thấy không ổn về những gì diễn ra ở khách sạn, ông gọi cho đường dây hỗ trợ nhờ kết nối đến bộ đàm tại khách sạn nhưng Jack đã ngắt kết nối. Hallorann bay về Colorado và tự lái xe chạy trên tuyết đến khách sạn.
Trong khi tìm Jack, Wendy phát hiện những bản thảo Jack đang viết chỉ lặp lại duy nhất dòng chữ: "all work and no play makes Jack a dull boy" ("làm việc mà không có nghỉ ngơi sẽ biến Jack thành một kẻ đần độn"). Lật các trang viết mà Jack đã in ra trước đó, cô hoảng loạn vì tất cả đều lặp lại những dòng chữ như vậy. Bỗng Jack xuất hiện từ phía sau làm Wendy giật mình, cô vừa cầm cây gậy bóng chày tự vệ vừa van xin Jack đưa Danny đến bệnh viện nhưng Jack lại đe dọa Wendy trước khi bị Wendy đánh bất tỉnh. Wendy kéo Jack vào nhà kho trong bếp và khóa cửa lại, nhưng cô và Danny cũng bị kẹt lại trong khách sạn do trước đó Jack đã ngắt kết nối bộ đàm và khóa xe chạy trên tuyết. Một lát sau, Jack tỉnh lại và nói chuyện qua cửa phòng bếp với hồn ma Grady và được Grady mở cửa cho ra.
Đêm đó, trong lúc Wendy ngủ thì Danny được Tony cảnh báo bằng việc liên tục phát ra từ miệng tiếng "Redrum", Danny lấy cây son viết dòng chữ "Redrum" lên cửa phòng tắm. Khi Wendy giật mình tỉnh dậy, nhìn dòng chữ mà Danny vừa viết qua gương, cô nhìn thấy dòng chữ "Murder" (giết người). Cùng lúc đó, Jack đã thoát ra ngoài và tìm về tới phòng, hắn trở nên điên dại và đập cửa bằng rìu. Wendy bế Danny vào phòng tắm, khóa cửa và đẩy Danny qua cửa sổ, Danny chui được ra ngoài nhưng cửa sổ quá nhỏ không đủ cho Wendy chui vừa. Wendy bảo Danny hãy trốn đi, còn cô cầm dao núp sau tường. Jack phá được một phần cửa phòng tắm và thò mặt vào, hét lên "Here's Johnny!!!" ("Johnny đây!!!"). Wendy sợ hãi dùng dao chém vào tay Jack khiến anh phải lùi lại. Đúng lúc đó, cả hai nghe thấy tiếng xe chạy trên tuyết của Hallorann đến, Jack rời khỏi phòng và dùng rìu giết Hallorann trong lúc ông ta vừa đi vào và liên tục hỏi "Có ai ở đây không?". Jack ra phía ngoài và rượt đuổi Danny vào mê cung hàng rào phía ngoài khách sạn. Wendy chạy khắp khách sạn tìm Danny, cô bắt gặp những hồn ma và thang máy đẫm máu mà Danny đã từng thấy trong linh cảm lúc ở Boulder. Cô cũng tìm thấy xác của Hallorann ở sảnh.
Danny để lại dấu chân giả đánh lạc hướng Jack và trốn khỏi mê cung, đoàn tụ cùng với Wendy ở ngoài. Cả hai cùng nhau bỏ trốn bằng xe chạy trên tuyết mà Hallorann đã đi đến trước đó. Trong khi đó, Jack bị lạc trong mê cung, chết vì lạnh và kiệt sức. Cảnh cuối cùng là hình ảnh phóng to của bức ảnh đặt ở hành lang khách sạn, Jack Torrance cười giữa đám đông khách dự tiệc, bên dưới ghi ngày "4/7/1921".

## Diễn viên
- Jack Nicholson vai Jack Torrance
- Shelley Duvall vai Wendy Torrance
- Danny Lloyd vai Danny Torrance
- Scatman Crothers vai Dick Hallorann
- Barry Nelson vai Stuart Ullman
- Philip Stone vai Delbert Grady
- Joe Turkel vai Lloyd
- Tony Burton vai Larry Durkin
- Lia Beldam vai Người phụ nữ trẻ trong bồn tắm
- Billie Gibson vai Người phụ nữ già trong bồn tắm
- Barry Dennen vai Bill Watson
- Lisa Burns vai Bé gái sinh đôi Grady 1
- Louise Burns vai Bé gái sinh đôi Grady 2
- Anne Jackson vai Bác sĩ

## Đánh giá
- Phim đứng thứ 59 (tháng 3 năm 2016) trong Top 250 của Internet Movie Database với số điểm 8.4
- Phim đứng thứ 29 trong danh sách 100 phim hồi hộp và ly kỳ của Viện phim Mỹ
- Nhân vật Jack Torrance đứng thứ 25 trong Danh sách 100 anh hùng và kẻ phản diện của Viện phim Mỹ
- Câu thoại "Here's Johnny!" của Jack Torrance đứng thứ 68 trong Danh sách 100 câu thoại đáng nhớ trong phim của Viện phim Mỹ

## Các phần phim khác
Bài chi tiết: Doctor Sleep (phim 2019)
Năm 2014, Warner Bros. Pictures bắt đầu phát triển bộ phim chuyển thể từ Doctor Sleep, phần truyện tiếp theo của Stephen King trong cuốn sách của ông, The Shining (1977). Năm 2016, Akiva Goldsman thông báo rằng ông sẽ chịu trách nhiệm kịch bản và khâu sản xuất bộ phim cho Warner Bros (nhưng sau đó thì không vì lý do ngân sách).
Vào tháng 6 năm 2019, biên kịch và đạo diễn của Doctor Sleep, Mike Flanagan, đã xác nhận rằng bộ phim sẽ là phần tiếp theo của bộ phim năm 1980. Nó được phát hành tại một số lãnh thổ quốc tế vào ngày 31 tháng 10 năm 2019, tiếp theo là Hoa Kỳ và Canada vào ngày 8 tháng 11 năm 2019.
Vào tháng 4 năm 2020, một phần phụ mang tên Overlook đã được phát triển cho HBO Max.